# 苏沃雷 (扎波罗热州)
47°13′23″N 35°26′54″E / 47.22306°N 35.44833°E
蘇沃雷（烏克蘭語：Суворе）是位於烏克蘭東南部的村莊，由扎波羅熱州瓦西里夫卡區的羅茲多爾市鎮負責管轄。該村始建於1810年，面積0.22平方公里，海拔高度79米，2001年人口24，人口密度每平方公里109.1人。